# Il Gatto e la Volpe
Il Gatto e la Volpe sono due personaggi immaginari del libro Le avventure di Pinocchio. Storia di un burattino di Carlo Collodi. Sono raffigurati come poveri opportunisti che campano di soldi e truffe, e il protagonista Pinocchio è vittima dei loro inganni. Inoltre i due si fingono invalidi: volpe si finge zoppa e gatto si finge cieco. Dei due, Volpe è la mente ed è lei a elaborare i piani e le convinzioni, mentre Gatto si limita quasi unicamente a fargli da eco, con pochissime frasi originali per conto suo.

## Ruolo nella storia
I due ingannatori fanno la loro apparizione nel capitolo XII, non appena Pinocchio si congeda dal burattinaio Mangiafoco dopo che esso gli ha regalato cinque monete d'oro. I due dicono di conoscerlo, avendo visto Geppetto attenderlo preoccupato sull'uscio di casa mentre pativa il freddo. Pinocchio li rassicura che la sofferenza di suo padre è conclusa, essendo lui diventato ricco, e quando i due ridono di tale esclamazione, la marionetta mostra loro incautamente le monete, e la loro reazione quasi manda in fumo la loro finzione da invalidi. Un merlo tenta di avvertire Pinocchio di fare attenzione con loro, ma il Gatto lo divora prima che Pinocchio possa capire qualcosa. I due poi chiedono cosa abbia intenzione di fare con le monete e Pinocchio spiega che vuole comperare una giacca per il padre e un abbecedario per ritentare con la scuola, ma i due dichiarano che il troppo studio li abbia ridotti così e che esistono metodi più facili per fare fortuna. Pinocchio dapprima non è interessato, ma con i due che lo ammaliano di stare "dando un calcio alla fortuna", ci ripensa e i due gli raccontano del paese dei Barbagianni, dove ci sarebbe un luogo chiamato campo dei miracoli, in cui sotterrando una moneta da essa germoglierà un albero colmo di zecchini d'oro. Pinocchio si interessa e già da subito propone di spartire i frutti dell'albero che otterrà, ma i due rifiutano, aumentando in Pinocchio il rispetto per il duo, poi si dirige con loro al campo.
Durante il tragitto i tre sostano all'osteria del Gambero Rosso per cenare e riposarsi; i due compari ordinano una grande cena a spese di Pinocchio, che non mangia nulla avendo preso «un'indigestione anticipata di monete d'oro». Mentre Pinocchio dorme qualche ora, il Gatto e la Volpe escono segretamente e si accordano con l'oste perché svegli a mezzanotte il burattino per riprendere il cammino verso il Campo dei miracoli, ovviamente, lasciando la cena sul suo conto che pagherà con una delle cinque monete.
Quando Pinocchio si avvia nella notte oscura, dove il fantasma del Grillo Parlante tenta di avvertirlo come il merlo del pericolo a cui va incontro, ma senza successo, incappa in due briganti incappucciati con sacchi di carbone, che il racconto rende chiaro si tratti del Gatto e la Volpe, per quanto Pinocchio non riuscirà mai a capirlo. Dal panico, il burattino si nasconde le monete in bocca e quando i due lo acciuffano, minacciando di morte lui e poi il padre, scoprono il nascondiglio e tentano di forzargli la bocca prima manualmente e poi Gatto prova con un coltello, ma Pinocchio gli amputa la zampa destra anteriore con un morso e la sputa. Liberatosi quindi dalla presa, segue un intero capitolo di inseguimenti per il bosco, dove i due appiccano il fuoco ad un albero dove Pinocchio si era arrampicato e poi cadono in un fiume dopo un fallito salto.  Da come viene descritta la loro corsa, sembra che nel racconto i due siano normali animali e non antropomorfi che camminano sulle zampe posteriori.
Infine, poco dopo l'alba, i due lo raggiungono quando Pinocchio bussa disperato alla casetta della bambina dai capelli turchini (adibita a casa per i morti nel finale originale) e, dato che il suo legno è talmente duro da spezzare i loro coltelli, Pinocchio viene quindi impiccato ad una Grande Quercia lì vicino (che nella realtà è identificata nella Quercia delle Streghe) con l'idea di farlo morire strozzato così che apra la bocca. Dopo diverse ore, i due si arrendono e promettono di tornare più tardi e, nella stesura originale, questa doveva essere la fine del romanzo, quando al burattino cedono le forze.
Tuttavia, Pinocchio è tratto in salvo dalla bambina e, dopo averlo rimesso in sesto, essa dice di aver invitato Geppetto alla sua casa e Pinocchio decide di andargli incontro, ma fa l'errore di soffermarsi alla Quercia, dove incappa di nuovo nei due malandrini (ora senza costumi) e invocando maledizioni agli assassini di cui il burattino gli racconta, e giustificando la zampa amputata di Gatto dicendo che l'ha offerta ad un lupo affamato, cercano di continuare il loro piano iniziale. Quando Pinocchio dice di non avere tempo, Volpe gli mette fretta dicendo che il campo diverrà proprietà privata a breve e oggi è l'ultimo giorno per piantare le monete. Pinocchio ci casca e arrivano ad Acchiappa-citrulli, dove si trova il campo. Seguite le istruzioni per la semina e l'annaffiatura, i due dicono a Pinocchio di farsi un giro in città, ricordandogli che non vogliono ricompense per il loro gentil gesto.
Non appena Pinocchio si assenta, i due dissotterrano le monete e scappano dopo aver ricoperto la buca. Un pappagallo li vede e poi si fa beffe del burattino quando continua ad annaffiare confuso che l'albero non sia ancora apparso e poi gli rivela tutto. Pinocchio quindi tenta di cercare giustizia denunciando il furto delle monete d'oro al giudice-gorilla, ma questi, paradossalmente, lo fa incarcerare.  Non è mai rivelato, ma è possibile che anche questo dettaglio della giustizia di Acchiappa-citrulli fosse stato pianificato dai due.
Oltre che nei riassunti che Pinocchio fa alla Fata e poi a Geppetto, Gatto e Volpe sono allusi solo nel capitolo 23, quando Pinocchio piange sulla tomba della bambina dai capelli turchini, ipotizzando (ancora ignaro della loro identità) che gli assassini possano di nuovo farsi vivi e impiccarlo di nuovo e stavolta, senza di lei, non avrà più scampo.
All'inizio dell'ultimo capitolo, dopo essere tornati sulla terraferma, Pinocchio e Geppetto incontrano il Gatto e la Volpe ridotti in condizioni pessime: a suon di fingersi invalidi, ora lo sono diventati davvero e la volpe ha anche dovuto vendere la sua coda come scacciamosche. I due chiedono aiuto all'"amico", ma Pinocchio ignora i loro pianti e si burla di loro recitando proverbi sulla loro situazione.

### Il compagno Pinocchio
Nella versione russa della storia, narrata da Tolstoj, il Gatto e la Volpe, che posseggono rispettivamente i nomi di Basilio e Alice, hanno lo stesso identico ruolo nella versione di Collodi, con qualche differenza: dopo aver fregato Pinocchio con la storia del campo dei miracoli, istruendolo sul rito che deve fare, i due si dirigono dalla polizia locale (balzana quanto quella di Acchiappa-citrulli) a informare che Pinocchio sta lanciando un malocchio al capo della polizia e i gendarmi quindi catturano la marionetta e lo gettano da un ponte, mentre i due malandrini recuperano i soldi. Più tardi sono assoldati da Carabas (la malvagia controparte di Mangiafoco) per ritrovare Pinocchio e la chiave d'oro, condividendo con lui il fato di rimanere a becco asciutto sotto la pioggia a fine storia.

## Altri media

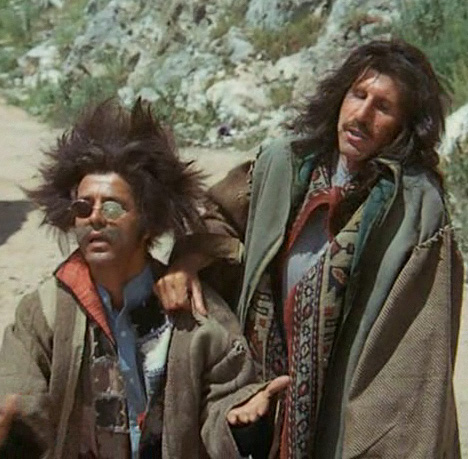
Franco Franchi e Ciccio Ingrassia interpretano i due furfanti nello sceneggiato TV.

In molti media, grazie alla versione Disney, i due sono raffigurati come i protagonisti di Uomini e topi: la Volpe come il capo del duo e il Gatto come una spalla comica e inetta, vittima di sfortunate vicende, oltre che alle sgridate del suo collega. Talvolta, sebbene il romanzo usi pronomi al maschile per tutti e due, la Volpe è spesso dipinta come una femmina come nella versione di Tolstoj (più verosimilmente dovuto al fatto che il suo nome sia un sostantivo femminile, ma potrebbe anche essere dovuto alla versione russa che la dipinge come una lei). Spesso inoltre i due sono al soldo degli altri antagonisti o fusi a questi ultimi.
- La loro prima apparizione risale al primissimo adattamento del 1911. In questa prima versione sostituiscono le faine, quando Pinocchio si ritrova a far da cane da guardia per colpa dei suoi compagni. Il burattino avvisa il padrone e i due scappano. Quando rincontrano Pinocchio lo impiccano per vendicarsi. Più tardi mettono in atto il piano del campo dei miracoli, ma stavolta Pinocchio si accorge del furto e li porta in tribunale, dove però sarà arrestato lui, mentre i due malandrini la fanno franca.
- Nel film del 1947 Le avventure di Pinocchio di Giannetto Guardone, sono interpretati da due ragazzi in maschera e doppiati rispettivamente da Stefano Sibaldi e Margherita Bagni. La cecità di Gatto è ridotta a un solo occhio e gira vestito similmente al gatto con gli stivali, con tanto di sacco con la selvaggina. Nel finale, i due sono ridotti in povertà, chiedendo la carità suonando e danzando e quando domandano perdono a Pinocchio in cambio di aiuto, questi chiama i gendarmi, e i due scappano via.[13]
- Nel film animato italiano del 1971 Un burattino di nome Pinocchio di Giuliano Cenci, si ispirano alle illustrazioni di Attilio Mussino, e ricalcano fedelmente il loro ruolo, con l'unica eccezione che nessuno dei due finisce con alcun arto mutilato.
- Nell'anime del 1972 Le nuove avventure di Pinocchio, chiamati in inglese Willie e Jack, vede il gatto sostituito da una donnola. Sebbene riprendano bene la loro controparte originale di truffatori e criminali ai danni del burattino (spesso con la complicità del Topolino di Geppetto), dalla seconda parte della serie aiuteranno Pinocchio, pensando sempre di meno a mettere davanti il loro benessere personale. Un altro personaggio che all'interno della serie ricorda il Gatto è Nora, una perfida gatta che insieme a loro inganna Pinocchio più volte.
- Nello sceneggiato TV del 1972 Le avventure di Pinocchio di Luigi Comencini, sono interpretati da Franco e Ciccio e sono due suonatori al servizio di Mangiafoco, con i costumi dei due animali. Quando il loro capo vuole bruciare Pinocchio per far cuocere il suo montone, i due trovano il Pinocchio umano, sostenendo che Mangiafoco si sia sognato tutto, venendo per questo licenziati e privati dei costumi di scena. Poi facendo i mendicanti e fingendosi zoppi e ciechi con un paio di occhiali da non vedenti e un bastone (che si scambiano ogni giorno), incolpano Pinocchio della loro sventura e volendo in qualche modo vendicarsi del loro ex-datore lo raggirano con la storia del Campo dei miracoli. Dopo averlo derubato, non ricompaiono più. Ma la loro ultima menzione è nel Pesce-cane: quando Geppetto parla al figlio di come siano disonesti e ladruncoli (andando inoltre a svelargli che erano loro gli assassini con la menzione ai sacchi), e Pinocchio afferma di vederli ancora come simpatici e buffi.
- Nell'anime Pinocchio del 1976, i due sono chiamati Volpe Rognosa e Gatto Randagio e sono rappresentati in modo fedele al libro, con tanto di zampa fasciata e occhiali da non vedenti. Inoltre qua hanno un esteso ruolo da antagonisti principali, perseguitando Pinocchio anche ben dopo che il loro ruolo originale termina, continuando a turlupinarlo, derubando la gente mentre sono coperti da lenzuoli o talvolta condividendo con la marionetta i guai (tra cui l'essere pure tramutati in asini o il naufragare sull'Isola delle Api Industriose).
- Nel film animato del 1987 I sogni di Pinocchio, un seguito della storia, i personaggi del procione Scallawag e la scimmia Igor rimpiazzano il Gatto e la Volpe, ripetendo perlopiù le azioni delle loro controparti disneiane: ingannano la gente con giochi truccati, lo convincono a vendergli il prezioso cofanetto commissionato al sindaco con un gioiello falso, poi si ritrovano indebitati con Pupazzettino e sono privati del cofanetto finché non gli riporteranno Pinocchio. Mentre così fanno, il ragazzo li salva da un luccio e si ravvedono, cercando di aiutarlo a scappare dai pericoli dell'Imperatore della Notte.
- Nel film anime Doraemon - The Movie: Le 1000 e una notte del 1991, la Volpe è vista fugacemente sulla copertina del libro di Pinocchio.
- Nel film diretto da Diane Eskenazi del 1992, la Volpe è sostituita da un lupo grigio (la versione italiana continua a chiamarlo Volpe). I due non si fingono invalidi e anziché mascherarsi con mantelli quando tentano l'aggressione (che in questa versione non viene conclusa in quanto la Fata apre la porta a Pinocchio) sono travestiti da cespugli. Nel finale sono arrestati dalle autorità e quando provano a chiedere a Pinocchio di mettere una buona parola per loro, questi rassicura il gendarme che sta facendo bene.
- Nel film del 1996 Le straordinarie avventure di Pinocchio, Gatto e Volpe sono due umani di nome Volpo (Rob Schneider) e Felinetta (Bebe Neuwirth); in questo caso unico è il Gatto a ricoprire il ruolo di capo del duo e la Volpe quello della spalla comica. I due sono totalmente umani (con Felinetta che fa di tanto in tanto qualche miagolio) e sono due ladruncoli che fanno da informatori al malvagio burattinaio Lorenzini, il quale poi gli ordinerà di riportargli Pinocchio, ma i due finiscono con il rubare le monete alla marionetta con la storia del campo dei miracoli. A fine film, Pinocchio si vendica (grazie al suo aspetto umano) dicendo a loro di bagnarsi con l'acqua incantata di Terra Magica, trasformandoli in veri e propri animali.
  - Nel seguito del 1999 Il mondo è magia - Le nuove avventure di Pinocchio, Volpo e Felinetta sono tornati umani a metà e sono assunti come fenomeni da baraccone dalla moglie di Lorenzini, che tentano più e più volte di ottenere il suo siero per tornare alla loro vera forma, scoprendo però a fine film che quella attuale è la loro vera forma. Qui sono interpretati da Simon Schatzberger e Sarah Alexander.
- Nel film del 2002 Pinocchio di Roberto Benigni i due furfanti sono interpretati dai Fichi d'India e ricalcano in maniera fedele (fatta eccezione per la loro finta invalidità) e comica i due antagonisti. Dopo il campo dei miracoli, non ricompaiono più.
- In Pinocchio - Il grande musical del 2003, i due (Gatto maschio e Volpe femmina) sono criminali ricercati e, attratti dalle monete di Pinocchio, gli parlano del campo dei miracoli, per poi aggredirlo e impiccarlo travestiti da briganti quando il burattino si mette a vagare da solo nel bosco, ma stranamente la seconda parte del loro colpo non è poi messa in scena: per il resto dell'opera, Pinocchio continua ad avere le monete (per quanto non sono mai tirate in ballo nell'intero secondo atto). Ricompaiono come comparse nella scena finale in cui festeggiano il Natale assieme agli altri paesani del villaggio. I brani cantati dai due sono "Gatto & Volpe S.p.A.", "Da così a così" e "Che tempi bui".
- In Pinocchio 3000, il Gatto e la Volpe sono interpretati da due robot di nome Cabby e Rodo che, rispettivamente, somigliano a un umano (come sempre incapace e sbadato) e un riccio su una ruota azionato a molla. Fanno da consiglieri al sindaco Scamboli, e pubblicizzano il suo parco giochi agli scolari, trovando poi in Pinocchio una specie di amico che possa rende alto l'onore dei robot come loro, ma non appieno, in quanto lo usano unicamente per favorire i piani del loro capo. Verso la fine del film, sono licenziati e decidono di vivere le proprie vite.
- Nel film animato del 2007 Bentornato Pinocchio, un seguito della storia, Gatto e Volpe vengono assunti dall'Omino di burro per vendicarsi di Pinocchio e aiutarlo nella sua missione di rapire Babbo Natale, rendendo così il paese dei balocchi l'unico posto per i bambini che vogliono baloccare. Alla fine vengono trasformati in asini dalla Fata Turchina e costretti a interpretare il bue e l'asinello nel presepe vivente del villaggio.
- Nella miniserie del 2009, sono interpretati da Francesco Pannofino e Toni Bertorelli, e sono due fratelli ladri ricercati in tutto il paese. Come già visto, Gatto è rappresentato stupido e incapace e Volpe è il losco e intelligente capo, specificando che si prende cura di lui solo per volere della defunta madre. L'unico accenno alla loro finta invalidità è un bastone da passeggio per Volpe e una benda all'occhio per Gatto (elemento che possiede in diverse versioni delle illustrazioni del libro). Incontrano Pinocchio quando si dirige a scuola e gli chiedono di prendergli due borse della spesa lasciate incustodite, quando poi lo rincontrano la storia procede come da norma, con la maggiore differenza che i due non riescono a impiccarlo in quanto la Fata li paralizza e porta Pinocchio in salvo. Nel finale, si scopre che sono stati arrestati.
- Nel film animato del 2012 sono i saltimbanchi e cassieri di Mangiafoco e sono poi incaricati dal capo di accompagnare Pinocchio a casa per proteggere lui e le sue monete, cosa che finisce con il ritorcersi contro. Non fingono di essere invalidi (per quanto Gatto indossi occhiali scuri), Volpe è una lei (per quanto nel primo teaser del film fosse maschio[14]) e, per convincere Pinocchio di essere suoi amici, finiscono pure per restituirgli l'abbecedario che vendette a loro per l'ingresso allo spettacolo, ma poi non sono più visti dopo il campo dei miracoli. Degno di nota è che solo nella versione televisiva inglese hanno dei nomi: Leo e Trixie.[15]
- Nella miniserie tedesca del 2013, sono due umani interpretati da Florian Lukas e Sandra Hüller. Come sempre Gatto è l'incapace maschio e Volpe l'astuta donna. Decidono di derubare Pinocchio dopo aver visto le sue monete e, inseguendolo, scoprono che Pinocchio è un nullafacente, vedendo il burattino che si inventa un sacco di scuse per non aiutare una anziana che tira un carretto (informazione che useranno a loro vantaggio quando gli racconteranno del campo dei miracoli). Mascherati da fantasmi, tentano di derubarlo, ma sono distratti dall'apparizione della ninfa (la Fata) sotto le sembianze di un fuoco fatuo, ma rincontrano Pinocchio subito dopo aver lasciato i loro travestimenti e riescono ad ingannarlo con la storia del campo. Più tardi spendono le monete fermandosi a pranzare ad una locanda vicino al mare e comprare vestiti, e a Volpe viene rifilata la collana della sorella di Geppetto (che aveva appena venduto in cambio di una barca), passata per la collana di una decaduta contessa. Pinocchio se la riprende mentendo sul fatto che la contessa morì per una contagiosa malattia, ma per risistemarsi il naso rivela la verità e i due lo inseguono con l'intenzione di fargliela pagare, ma Pinocchio li conduce ad una fattoria i cui contadini mettono fuori gioco i due criminali e li consegnano al carabiniere.
- Nel film del 2019 Pinocchio di Matteo Garrone, il Gatto e la Volpe sono interpretati da Rocco Papaleo e Massimo Ceccherini e sono rappresentati fedelmente al romanzo: sono due animali antropomorfi che si fingono invalidi e passano il tempo a cercare da mangiare, finché non incontrano Pinocchio e decidono di rubargli le monete, raccontandogli del Campo dei miracoli. Nel finale, dopo essere divenuti invalidi, si apprestano a derubare Giangio ma Volpe nota Pinocchio e, anziché chiedere il suo perdono, tenta di convincerlo che Gatto li ha traditi entrambi e di ritentare con il campo dei miracoli, ma Pinocchio non ci casca e li lascia soli a litigare tra di loro.
- In Pinocchio: A True Story, Gatto e Volpe sono circensi al servizio di Mangiafuoco, che si occupano di "sporcarsi le mani" al posto suo nei suoi illeciti piani.
- Nell'adattamento in stop motion del 2022 di Guillermo del Toro, la Volpe e Mangiafuoco sono fusi in un unico personaggio chiamato Conte Volpe, un nobile decaduto che sfrutta Pinocchio come attrazione del suo circo e vorrebbe farlo esibire davanti al Duce. Quando Pinocchio si ribella, Volpe lo minaccia, ma Pinocchio umilia il Duce allo spettacolo, causando la rovina del suo circo e, nel tentativo di bruciare la marionetta, Volpe è buttato giù da una scogliera, dove muore. Nei primi bozzetti, Mangiafuoco, Volpe e Gatto erano personaggi separati (con i due già pensati come una coppia di manigoldi umani), tuttavia alcune caratteristiche di quest'ultimo possono essere viste nel personaggio di Spazzatura, la scimmia di Volpe (originariamente di Mangiafuoco).[16] È doppiato in originale da Christoph Waltz.
- Sono anche presenti nelle serie Rai Yoyo Il villaggio incantato di Pinocchio e Pinocchio and Friends. Nel primo i personaggi delle fiabe tramandano i loro ruoli ai figli: la originale coppia sono un'aristocratica Volpe e un tonto Gatto poliziotto. I figli sono invece dipinti come i classici bulli ricchi, con Gatto che fa da braccio destro allo spaccone Volpe. Nella seconda serie, ricalcano più fedelmente le loro controparti cartacee, divenendo antagonisti principali ostacolando continuamente Pinocchio e Freeda.
- In Pinocchio Musical il duo è interpretato da Pino & gli anticorpi e non differiscono dal racconto originale. Sostituiscono però il ruolo del venditore di stracci a cui Pinocchio vende l'abbecedario per avere i soldi per lo spettacolo di Mangiafuoco. Come solito, il loro destino finale è assente.
- In Shrek Il Musical, Volpe è citata da Pinocchio durante il brano "La mia vita è così" (Story of My Life), ma solo nella versione inglese: nella versione italiana, il verso è adattato con un riferimento alla trasformazione in somaro.
- Il manga Pinocchio, scritto da Osamu Tezuka, mischia il film Disney col libro originale e molti dei personaggi, Gatto e Volpe inclusi, mantengono l'aspetto e il carattere Disneyiano (con la differenza che Gatto parla). Come nel film, i due trovano Pinocchio, intendono venderlo a Mangiafuoco, scacciano via il Grillo dopo un suo tentativo di fermarli e, con l'aiuto di un paio dei burattinai di Mangiafuoco, aiutano Pinocchio a salire e esibirsi sul palco per concludere l'affare. Dopo che Pinocchio lascia il teatro, i due lo aggrediscono mascherati con indosso dei lenzuoli. Dopo esser stato acciuffato, Pinocchio si difende mozzando via la punta della coda di Gatto, lasciando Volpe sola a impiccarlo, quindi si assenta e ad un'osteria si vanta del suo colpo, invitando altri farabutti ad assisterlo mentre raccoglie i soldi, ma nonostante sia svenuto, Pinocchio ha ancora la bocca serrata. Proprio allora, giunge Geppetto in cerca del figliolo (non accorgendosi che gli sta penzolando sopra la sua testa), e Volpe gli dice che lo ha visto prendere una nave per andare in America, spronando il falegname a prendere i suoi animali e partire in barca. Mentre Volpe e i suoi compari poi dormono, la Fata giunge a salvare Pinocchio. Dopo aver lasciato la fata, Gatto e Volpe ritrovano Pinocchio e decidono di ingannarlo con la storia del campo dei miracoli. Stavolta, Pinocchio li coglie subito dopo il fatto e li porta a forza presso un tribunale che (in una parodia a Il sogno di Pluto) vede il giudice accusare Pinocchio del suo buon animo e lasciare andare i due manigoldi. L'intera giuria poi proclama il burattino colpevole, meno uno che spiega che credeva stessero giudicando il Gatto e la Volpe. Dopo questa scena, i due non sono più rivisti.[17]
- Nel fumetto Agenzia investigativa Carlo Lorenzini, nella loro reincarnata forma umana, Gatto e Volpe assumono più fedelmente l'aspetto di George e Lennie da Uomini e Topi: Volpe magro e secco e Gatto grosso e muscoloso. Continuano le loro malefatte sfruttando bambini per creare prodotti Made in China, sotto l'alias di Mào e Huli Jing. Per aumentare la produzione, rapiscono una donna che si spaccia per la dea Guanyin, ma come Volpe ben sa ella è una sua simile, Daji la Volpe. Viene quindi poi rivelato che le volpi truffatrici della letteratura sono in competizione per trovare chi è il più infido tra loro.[18]
- In Pinocchio. Storia di un bambino, in questa storia inversa, i due ricchi e ben vestiti burattini-animali, ingannano Pinocchio nell'offrirgli una cena che non pagheranno e quella sera lo aggrediscono nel bosco da incappucciati. Differentemente dal romanzo, Pinocchio riesce a capire la loro identità dopo aver reciso la zampa al gatto. Non è poi chiaro se riescono a derubarlo, in quanto le monete non sono poi tirate in ballo in seguito, ma lo impiccano. A ingannarlo con la storia delle monete moltiplicate è invece Madame Turchina, che trattiene tutti i soldi guadagnati nel suo bordello con la falsa promessa di investirli e renderglieli per mille.[19]
- In Pinocchio, il colore della notte, che vede la storia dal punto di vista della fata, la Volpe e il Gatto non hanno differenze e sono visti di sfuggita in alcune vignette.[20]
- In Lies of P, due NPC, Volpe Rossa e Gatto Nero, si basano sui due malandrini, ma in questo gioco sono neutrali personaggi, che è però possibile affrontare in una battaglia mini-boss se il giocatore lo desidera.
- In varie serie animate e televisive sulle fiabe, Gatto e Volpe riprendono i loro ruoli, che variano di versione in versione: c'è chi segue la versione Disney, chi tralascia la faccenda della loro falsa invalidità e così via.
  - Le più belle favole del mondo: Gatto e Volpe hanno lo stesso ruolo del romanzo, apparendo nella seconda puntata della storia. Come travestimento da banditi adoperano solo due bandane con cui coprono i musi e si limitano ad appendere Pinocchio a testa in giù. Dopo che derubano Pinocchio, i due scompaiono dalla storia, ma a fine episodio la fata magicamente restituisce i denari al protagonista.
  - Nel regno delle fiabe: Gatto e Volpe sono le marionette di Mangiafuoco e a prendere il ruolo della coppia di truffatori sono due normali umani in combutta con il burattinaio, che in questa versione è uno zingaro che maledice le persone trasformandole in asini, e così fa con i suoi complici dopo che Pinocchio scappa una seconda volta dalle sue grinfie. Prima di ciò, i due sono i responsabili del motivo per cui Geppetto prende il mare, mentendogli sulla locazione di Pinocchio.
  - Le fiabe più belle: Gatto e Volpe non fingono di essere invalidi: scorgono Pinocchio quando (un po' a forza) vende l'abbecedario a una signora per i soldi dello spettacolo e decidono di spingere sul suo animo remissivo per rubargli il resto dei soldi (Mangiafoco è tagliato nell'episodio: i soldi che gli rubano sono gli stessi della vendita) e sulla via di casa lo portano al campo dei miracoli e, fingendo offesa che Pinocchio non gli creda, se ne vanno. Pinocchio pianta le monete e si riposa, ma nella notte i due manigoldi tornano incappucciati e zompano addosso a Pinocchio, per poi appenderlo ad un albero (non per il collo) e filarsela con il malloppo. Sono poi visti guidare la carrozza del Paese dei Balocchi ed essere pagati dall'Omino di Burro quando gli portano i bambini (Pinocchio non sembra accorgersi della loro presenza quando sale e scende dal carro).
  - Hello Kitty's Furry Tale Theater: a prendere il ruolo del duo e di Mangiafuoco sono Catnip e Grider sotto l'alias di Catnipia e Griderosso. I due, ridotti al lastrico per i loro penosi spettacoli, si mettono a rubare merendine agli scolari di Venezia finché non incappano in Pinocchio e Chip e li convincono a esibirsi per loro, pagandoli una miseria. Quando i due ragazzi tentano di andare a casa per la notte, i due manigoldi li rinchiudono nella loro barca, ma grazie alla Fatina Kitty riescono a scappare e vanno poi in cerca di Granpappetto, ma durante la ricerca i due sono inseguiti da Catnipia e Griderosso a bordo di un motoscafo e, tuffandosi nel canale, i due sono divorati per sbaglio da una balena, dentro la quale ritrovano il padre di Pinocchio. La balena, mentre cerca la via per il mare, si accorge di aver divorato per sbaglio delle persone e dopo aver spazzato via con il suo sfiatatoio Catnipia e Griderosso, riporta i tre davanti a casa loro.
  - Lupi, streghe e giganti: a prendere le loro veci sono Il Lupo e la Volpe, antagonisti più ricorrenti della serie. I due rapiscono il burattino e lo mettono in un sacco per poi portarlo al loro circo ma viene salvato da Geppetto.
  - Happily Ever After: Fairy Tales for Every Child: Gatto e Volpe (chiamati in inglese Sporty e Redd) hanno un simile ruolo alla versione disneiana: sono i talent-scout di Rapace (controparte di Mangiafoco e l'Omino di Burro) e, scorgendo Pinocchio, lo sviano al suo teatro. Nella notte, i due raccolgono i bambini vagabondi per condurli all'Isola dei Balocchi con la promessa di divertimento. Mastro George (Geppetto) scorge Pinocchio venire imbarcato verso l'isola e quindi convince il Gatto e la Volpe di portarlo lì, mentendo sulla presenza di un tesoro sepolto da un suo avo. I due ci cascano, ma durante la traversata in barca, la tempesta se li porta via e George è divorato dalla balena.
  - Tre gemelle e una strega: nell'episodio di Pinocchio, i due antagonisti sono assenti, ma a prenderne le veci sono la Strega Annoiata e il Gufo, aiutando Pinocchio a prendere la via sbagliata, facendolo scappare di casa, portandolo al teatro di Mangiafuoco e infine al paese dei balocchi. Dopo la trasformazione dei bambini in asini, la Strega si pente di aver aiutato l'Omino e, sostituendo la Fata Turchina (anch'essa assente), aiuta Pinocchio a salvare Geppetto e le gemelle dalla balena e poi lo trasforma in bambino.
  - Colorado - 'Sto classico: nell'episodio di Pinocchio, sono intrepretati dai PanPers nel ruolo di due truffatori ben vestiti che non si fingono invalidi. Una gag ricorrente, vede Volpe chiedere a Gatto di adularlo e quest'ultimo che si crede di avere una relazione con la sua ombra. I due incappano in Pinocchio udendo le monete in suo possesso e lo convincono a investire al "Conto Campo dei Miracoli". Prima di portarcelo, Pinocchio deve prima pagare a loro la cena e poi essere aggredito dai due (che come travestimento hanno solo due semplici mascherine di carnevale). Dopo aver appeso Pinocchio all'albero, sono spaventati dalla Fata, giunta con applicata alla faccia una maschera di bellezza. Quando lo portano infine alla banca, i due incappano in molti delle loro vecchie vittime che gli cacciano insulti, ma riescono a convincere Pinocchio che è un loro trucco per evitare di pagare le tasse. Dopo aver depositato i soldi, un pappagallo (anch'esso vittima dei due) convince Pinocchio di essere stato ingannato e, in seguito a incomprensioni e giochi di parole, Pinocchio viene arrestato. I due poi non sono rivisti per il resto dell'episodio.
  - Simsalagrimm: il ruolo di Gatto e Volpe rispecchia bene quello del libro ma è accorciato di molto. Pinocchio, Doc Croc e Yoyo li incontrano sulla via per la scuola, con Volpe che si finge un accompagnatore per il suo compagno cieco (bugia subito scoperta da Doc e Yoyo). Quando i due notano le monete di Pinocchio (che in questo episodio sono gli ultimi risparmi di Geppetto che gli ha dato per comprare la merenda e i libri) si offrono di accompagnarli a destinazione, per poi fermarsi ad un campo dove dicono a loro che possono piantare i loro soldi per ottenere un albero di monete. Doc e Yoyo convincono Pinocchio a non ascoltarli (anche se Yoyo pianta il suo berretto da giullare con l'intenzione di averne uno nuovo dall'albero). Gatto e Volpe se ne vanno e, essendo tardi, i protagonisti si accampano. Nella notte, contro i consigli dei suoi amici, Pinocchio pianta le monete, ma mentre dorme, Gatto e Volpe tornano e rubano le monete, lasciandosi dietro gli occhiali del Gatto, con cui Pinocchio capisce chi lo ha derubato e corre a cercarli, mai più trovandoli. Yoyo, invece, si riprende il cappello interrato.

### Versione Disney
(Volpe, Pinocchio)

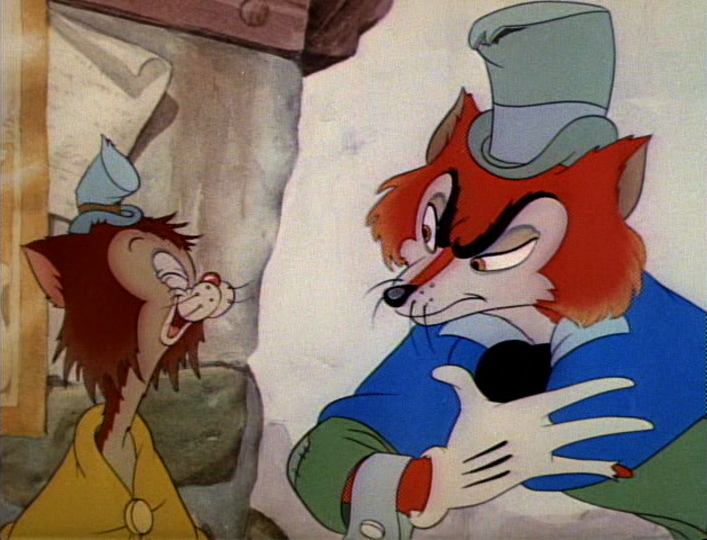
Il Gatto e la Volpe nella versione Disney.

- Il Gatto e la Volpe, antagonisti iniziali del film Disney Pinocchio del 1940, sono rappresentati come animali antropomorfi e dotati di nome proprio nella versione originale: la Volpe si chiama John Worthington "Honest John" Foulfellow e il Gatto si chiama Gideon ed è muto (fu originariamente pensato di dargli un ruolo parlato, ma fu poi deciso di concentrarsi su un lato più comico rimuovendogli la voce). Il duo è ispirato a degli artisti del vaudeville, e rappresentano, a differenza del Grillo Parlante, la tentazione e la disonestà, nonché il destino di chi sceglie la strada in apparenza più facile. I due inizialmente decidono di far soldi con Pinocchio vendendolo a Mangiafuoco( dicendo di averlo anche già conosciuto in passato) e poi si mettono in affari con il Postiglione per trovargli più ragazzacci. Una scena tagliata avrebbe fatto sì che il Postiglione si accorgesse della fuga di Pinocchio e mandasse i due malandrini a riprenderlo, per poi essere arrestati da un carabiniere. Nel film, tuttavia, Geppetto si imbarca per andare a salvare Pinocchio dall'isola del Paese dei Balocchi, e le uniche persone che potevano saperlo, a parte qualche abitante nel villaggio che potrebbe averli sentiti, sono il duo di truffatori, quindi questo proverebbe che il loro piano è stato come minimo scoperto. Senza dimenticare che Pinocchio è scappato dall'isola, l'unico bambino ad avercela fatta, come temuto potesse succedere dai due menzionando "la legge".[21][22][23] Volpe è doppiato da Walter Catlett in inglese e da Mario Gallina in italiano, mentre i pochi versi di Gatto rimasti nella pellicola (tre singhiozzi) sono opera di Mel Blanc, storica voce dei Looney Tunes.[24] Volpe vanta anche di essere il primo cattivo Disney ad avere una canzone (Hi diddle dee dee).
- Nel videogioco basato sul film, Volpe compare come sullo sfondo di alcuni tratti del primo livello mentre osserva il protagonista (tranne nella versione per SNES dove invece tenta di ostacolarlo o acchiapparlo con il suo bastone). Gatto invece fa da ostacolo nello stesso livello aprendo finestre, lanciando vasi o correndo avanti e indietro. A fine livello, ottenuta la medaglia della onestà, interviene la Volpe che lo svia dalla scuola. Nel livello in cui Pinocchio deve sfuggire alle fauci della Balena la prima volta, Gatto è presente come ostacolo schizzando da un lato all'altro nello schermo per far incespicare il giocatore.
- Compaiono in numerose storie a fumetti, tra cui L'inferno di Topolino, in cui interpretano sia dei condannati nel girone dei violenti che la personificazione della tentazione, e Paperin Fracassa, dove rapiscono Biancaneve e i Nani con l'intenzione di rivenderli a Mangiafuoco ma sono poi fermati da Paperino. In alcune storie, quali quest'ultima, Gatto è in grado di parlare.
- Nel corto Il giorno del bagno, con protagonista Figaro, compare tra i gatti randagi uno con la stessa faccia di Gideon.
- La Volpe e il Gatto sarebbero dovuti apparire nel ruolo del mercante dei fagioli magici in Topolino e il fagiolo magico, ruolo poi dato alla regina Minni negli storyboard e infine rimosso nella pellicola finale.[25] Similmente, i due dovevano apparire nel Canto di Natale di Topolino come i due collettori (ruolo che a pieni effetti hanno in alcune illustrazioni dei libri precedenti al film), ma data la loro infida indole il ruolo è stato poi dato a Topus e Talpino.[26] Nella prima stesura di Topolino, Paperino, Pippo: I tre moschettieri, a Volpe sarebbe spettato il ruolo del cardinale Richelieu e al Gatto quello di un suo lacchè.[27]
- Interpretano i due tessitori imbroglioni de I vestiti nuovi dell'imperatore nella collana delle fiabe parodiate nella Disney's Wonderful World of Reading.[28]
- Il Gatto e la Volpe compaiono sporadicamente anche nella serie televisiva House of Mouse - Il Topoclub come ospiti del locale.
- Fu originariamente prevista una loro apparizione in Kingdom Hearts 358/2 Days, ma fu poi scartata.
- Nella serie TV C'era una volta, il Gatto e la Volpe sono visti nei personaggi di Martin e Myrna, i genitori di Jiminy, futuro Grillo Parlante: sono una coppia di burattinai che, con la (forzata) complicità del figlio, derubano i distratti spettatori o turlupinano gente vendendogli ciarpame come una presunta "pozione elfica". Nel tentativo di liberarsi di loro, Jiminy si ritrova la pozione magica datagli da Tremotino sostituita con una delle loro fiale false e accidentalmente maledice i genitori di Geppetto, che i suoi avevano appena truffato, in due marionette senza vita. Grazie alla Fata Turchina, Jiminy li abbandona dopo essere stato trasformato in un grillo, con il compito di guidare il giovane Geppetto e (più avanti) suo figlio Pinocchio.
- Nel film Luca, il Gatto e Volpe compaiono in una sequenza di sogni, quando il protagonista si ricorda di un'illustrazione del romanzo originale con Gatto che rassomiglia Machiavelli, il gatto dell'amica Giulia. Inoltre, la canzone di Edoardo Bennato intitolata ai due personaggi è usata in una parte del film.
- Nel remake del 2022, il Gatto e la Volpe hanno un ruolo relativamente breve: solo la loro prima parte è mantenuta, dove traviano Pinocchio per venderlo a Mangiafuoco, tuttavia il Grillo Parlante riesce a convincere Pinocchio di proseguire per la scuola, ma dopo che la marionetta viene cacciata dal maestro per la sua natura di legno, Gatto e Volpe intervengono, intrappolano il Grillo in un barattolo e, spingendo sulle parole del maestro, convincono nuovamente Pinocchio ad andare al teatro di Mangiafuoco. La seconda parte in cui fanno combutta con il Postiglione non è stata mantenuta. Volpe è rinominato Volpe "l'Onesto" nella versione italiana ed è doppiato da Keegan-Michael Key in inglese e da Franco Mannella in italiano.
- Nel libro A Twisted Tale - La Stella dei Desideri, Gatto e Volpe sono al servizio dei Senza Cuore, le fate malvagie. La Fata Scarlatta Ilaria li assume affinché sviino Pinocchio dalla retta via e facciano ciò che vogliono con lui. Quando i Senza Cuore sono fermati, i due sono puniti dalle fate con un incubo che li faccia pentire della loro vita da truffatori: affogare in un mare d'oro.[29]
- Compaiono insieme agli altri personaggi Disney nella foto di gruppo di Once Upon a Studio.

### Versione russa
Alice e Basilio compaiono, senza drastiche differenze, nei tre adattamenti della storia: nel film bianco e nero Pinocchio - La chiavetta d'oro (animati interamente in stop motion), nel film animato Le avventure di Pinocchio e nel film Priključenija Buratino (interpretati da umani con elementi animaleschi). Nel secondo film però è aggiunto che i due sono al soldo di Barbas Carabas sin da subito: difatti dovevano seguire Pinocchio fino a casa sua armati della chiave dorata datagli dal capo, ma nel mettersela in tasca Basilio la fa cadere in un fiume (cosa che è lo stesso Carabas a fare nella storia originale), per tanto, avendo perso l'occasione di fare soldi con il lavoro datogli, optano di derubare Pinocchio, direttamente indirizzandolo al campo dei miracoli senza fare tappa all'osteria. Nonostante poi aiutino Carabas nella caccia a Pinocchio, assieme a Duremar non sono poi rivisti nell'ultima scena.
In una parodia moderna della storia nel film estone del 2009, Buratino, i due sono due normali ladri umani maschi soprannominati "Il gatto" e "la volpe" che Carabas assume per fermare Buratino e i suoi amici.

## Riferimenti culturali
A seguito del grande successo ottenuto dall'opera letteraria di Collodi, i due personaggi sono entrati nell'immaginario collettivo, in cui rappresentano gli imbroglioni e i falsi amici per antonomasia; l'espressione "il gatto e la volpe" è comunemente usata per indicare una coppia di soggetti poco raccomandabili.
Il cantautore Edoardo Bennato ha scritto una canzone chiamata proprio Il gatto e la volpe, diventata uno dei suoi brani più popolari, nella quale i due malfattori sono due agenti discografici che ammaliano con false promesse gli aspiranti artisti.
In Lupo Alberto compaiono molteplici volte due criminali chiamati Jasper la Volpe e Gideon il Gatto, che ricordano molto i loro sosia letterari e Disneiani e anche nel loro debutto viene fatto un paragone tra le due coppie di malandrini.